# Imant de terres rares

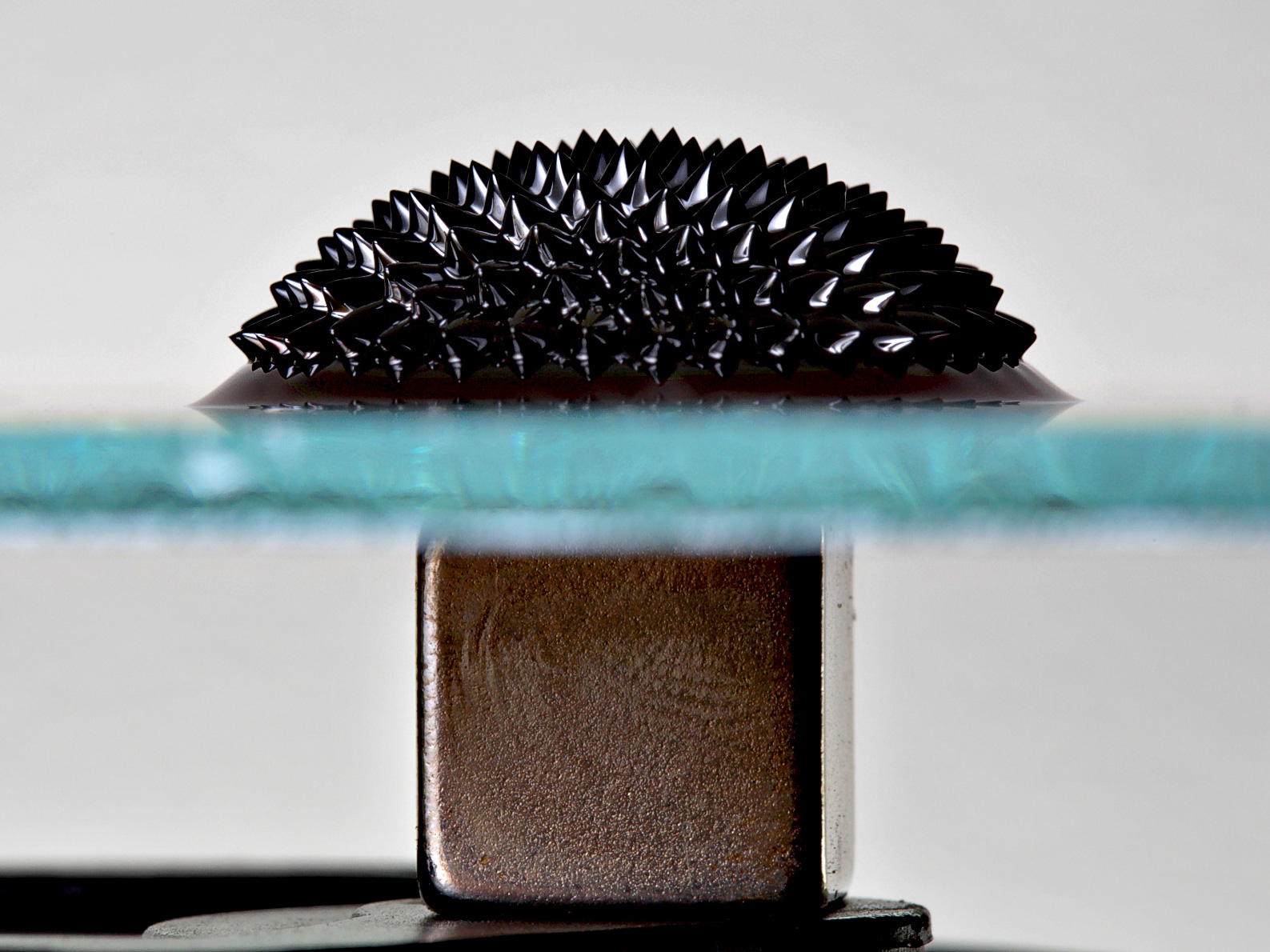
Ferrofluid en vidre, amb un imant de terres rares sota d'ell

Un imant de terres rares és un poderós imant permanent fet amb aliatges d'elements químics coneguts com a terres rares. Desenvolupats en els anys 1970 i 1980, els imants de terres rares són el tipus més fort d'imants permanents, produint camps magnètics significativament més forts que altres tipus com ara imants de ferrita o de alnico. El camp magnètic típicament produït pels imants de terres rares poden ser superiors a 1,4 tesles, mentre que els imants de ferrita o els ceràmics exhibeixen típicament camps magnètics de 0,5 a 1 tesla. Hi ha dos tipus: imants de neodimi i imants de samari-cobalt. Els imants de terres rares són extremadament trencadissos i també vulnerables a la corrosió, així que són usualment recoberts amb una capa de metall o de pintura per protegir-los del trencament o estellament.
El terme "terra rara" pot ser mal interpretat, ja que aquests metalls no són particularment rars o preciosos; són tan abundants com l'estany o el plom. L'interès en compostos de terres rares com imants permanents començar el 1966, quan KJ Strnat i G. Hoffer del Laboratori de Materials de la Força Aèria dels Estats Units van descobrir que un aliatge de itri i cobalt, YCo 5, tenia per molt la major constant d'anisotropia magnètica que qualsevol material conegut.

## Explicació de la força
Els elements de terres rares escandi, itri i lantànids són metalls que són ferromagnètics, el que significa que igual que el ferro poden ser magnetitzats, però els seus temperatures de Curie estan sota de la temperatura ambient, així que en la seva forma pura seu magnetisme només apareix a baixes temperatures. No obstant això, formen compostos amb els metalls de transició com ara el ferro, níquel, i cobalt, i alguns d'aquests compostos tenen temperatures de Curie superiors a la temperatura ambient. Els imants de terres rares estan fets d'aquests compostos.
L'avantatge dels compostos de terres rares sobre altres imants és que les seves estructures cristal·lines tenen una molt alta anisotropia magnètica. Això vol dir que un vidre del material és fàcil de magnetitzar en una direcció particular, però es resisteix a ser magnetitzat en qualsevol altra direcció.
Els àtoms d'elements de terres rares poden retenir alts moments magnètics en l'estat sòlid. Aquesta és una conseqüència de l'ompliment incomplet de la sub-capa electrònica f, que pot contenir fins a 7 electrons desaparellats amb espines alineats. Els electrons en aquests orbitals estan fortament localitzats i, per tant, retenen fàcilment els seus moments magnètics i funcionen com centres paramagnètics. Els moments magnètics en altres orbitals estan ocasionalment perduts a causa del fort encavalcament amb els veïns; per exemple, els electrons que participen en enllaços covalents formen parells amb espín net zero.
Els alts moments magnètics a nivell atòmic en combinació amb un alineament estable (alta anisotropia) resulten en una alta força.

## Propietats magnètiques
Algunes propietats importants usades per comparar imants permanents són: romanència magnètica (B r), que mesura la força del camp magnètic; coercivitat (H ci), que és la resistència del material a desmagnetitzar; producte d'energia (BH max), que és la densitat d'energia magnètica; i la temperatura de Curie (T c), que és la temperatura a la qual el material perd el seu magnetisme. Els imants de terres rares tenen una major remanència, molta més coercivitat i producte d'energia, però (pel neodimi) menors temperatura de Curie que altres tipus. La taula sota compara el rendiment magnètic de dos tipus d'imants de terres rares, de neodimi (Nd ₂ Fe 14 B) i de samari-cobalt (SmCo 5), amb altres tipus d'imants permanents.
| Imant                          | Br (T)   | Hci (kA/m) | (BH)max (kJ/m³) | Tc (°C) |
| ------------------------------ | -------- | ---------- | --------------- | ------- |
| Nd₂Fe14B (sintered)            | 1.0–1.4  | 750-2000   | 200-440         | 310-400 |
| Nd₂Fe14B (posar)               | 0.6–0.7  | 600-1200   | 60-100          | 310-400 |
| SmCo₅ (sinteritzat)            | 0.8–1.1  | 600-2000   | 120-200         | 720     |
| Sm(Co,Fe,Cu,Zr)₇ (sinteritzat) | 0.9–1.15 | 450-1300   | 150-240         | 800     |
| Alnico (sinteritzat)           | 0,6–1,4  | 275        | 10-88           | 700-860 |
| Rs-ferrita (sinteritzat)       | 0,2–0,4  | 100-300    | 10-40           | 450     |

## Tipus

### Samari-cobalt
Els imants de samari-cobalt (fórmula química: Sm Co 5), la primera família imants de terres rares inventats, són menys usats que els imants de Neodimi causa del seu alt cost i una força de camp magnètic més feble en comparació a aquests. No obstant això, els imants de samari-cobalt tenen una major temperatura de Curie, creant un nínxol per a aquests imants en aplicacions on es necessita alta força de camp a altes temperatures d'operació. Són altament resistents a l'oxidació, però els imants de samari-cobalt sinteritzats són fràgils i propensos a esmicolar i esquerdar, i poden fracturar quan són subjectes a xoc tèrmic.

### neodimi

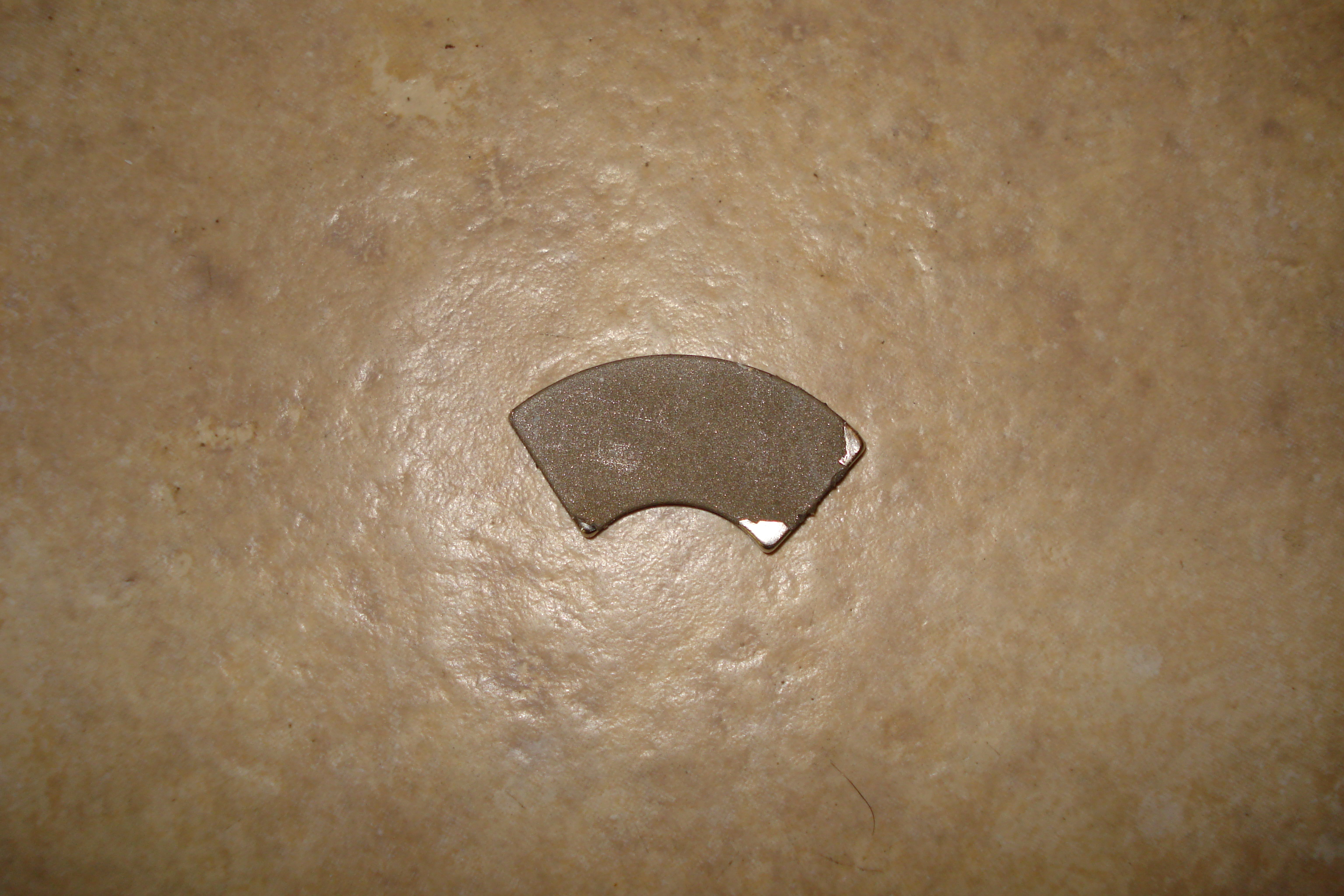
Imant de neodimi amb làmina de níquel parcialment remoguda.

Els imants de neodimi, inventats en els anys 1980, són els més forts i més assequibles imants de terres rares. Estan fets d'un aliatge de neodimi, ferro i bor: (Nd ₂ Fe 14 B). Aquests imants tenen major força de camp magnètic però menor temperatura de Curie, a més són més vulnerables a l'oxidació que els imants de samari-cobalt. L'ús de tractaments protectors de superfície com ara laminat amb or, níquel, zinc i estany i revestiment amb resina epoxi, pot proveir protecció contra la corrosió quan sigui requerida. Els imants de neodimi són utilitzats en nombroses aplicacions que requereixen imants forts i compactes, com ara motors elèctrics per a eines sense fils, discs durs, i sostenidors i fermalls magnètics de joieria.
Originalment, l'alt cost d'aquests imants limitava el seu ús per a aplicacions que requerien compacitat juntament amb una alta força de camp. Tant les matèries primeres com les llicències de patents eren cares. Al començament dels anys 1990, els imants de neodimi s'han tornat contínuament menys cars, i el baix cost ha inspirat nous usos com ara joguines de construcció magnètics.

## Riscos
La gran força exercida pels imants de terres rares crear riscos que no havien estat vistos amb altres tipus d'imants. Imants grans que uns pocs centímetres són prou forts per causar lesions a les parts del cos atrapades entre dos imants o entre un imant i una superfície metàl·lica, causant fins i tot ossos trencats. Els imants que es col·loquen molt a prop un de l'altre poden colpejar-se amb prou força per estellar i fer trossos el material trencadís, i les estelles que volen poden causar lesions. Hi ha hagut casos de nens que s'han empassat diversos imants i van tenir un plec de l'aparell digestiu quedant atrapat entre els imants, causant lesions o la mort. Els forts camps magnètics en si mateixos poden comportar riscos com ara esborrar mitjans magnètics d'emmagatzematge d'informació, com discs durs i targetes de crèdit, i magnetitzar la màscara d'ombra de monitors CRT a una distància significativa.

## Aplicacions
A causa que els seus preus es van tornar competitius en els anys 1990s, els imants de neodimi han anat reemplaçant gradual però veloçment als imants de alnico i ferrita en moltíssimes aplicacions de la tecnologia moderna que requereixen imants poderosos. La seva major força permet que s'utilitzin imants més petits i lleugers per a una aplicació donada.

### Aplicacions comunes
Les aplicacions comunes dels imants de terres rares inclouen:
- Discs durs tant portàtils com d'ordinadors.
- Aerogeneradors.
- Altaveus i auriculars.
- Dinamos de bicicleta.
- Frens de rodets de pesca.
- Motors d'imants permanents en trepants sense fil.
- Llanternes amb auto-alimentació, emprant imants de terres rares per generar electricitat en un moviment de sacsejada.

### Altres aplicacions
Altres aplicacions dels imants de terres rares inclouen:
- Motors lineals (usats en trens de levitació magnètica, etc.)
- Experimentació en levitació diamagnètica, l'estudi de dinàmica de camps magnètics i levitació per superconductivitat (Efecte Meissner).
- Rodament electrodinàmic .
- Tecnologia de muntanyes russes llançades.
- LED Throwie, un LED throwie (llançament de LEDs) és un petit LED unit a una pila de rellotge de polsera i un imant de terres rares (usualment amb epoxi conductor o cinta elèctrica), usat amb el propòsit de crear grafit no destructiu i pantalles de llum.
- Pastilles per a guitarra.
- Miniatures per a jocs en particular Warhammer 40,000 i Warhammer Fantasy Battle. Els imants de terres rares han guanyat popularitat en la comunitat de jocs de miniatures per la seva petita grandària i relativa força assistint en l'intercanvi d'armes entre models per adherir-se a conversions WYSIWYG.
- Windbelt per a generació d'electricitat mitjançant principis de inducció electromagnètica i flameig aeroelástico .